# Manuel Bellido Alba
Manuel Bellido Alba (Castelló de la Plana, 1859 - 1920) fou un periodista i polític carlista valencià.
Va cursar amb les millors qualificacions el batxillerat a Castelló i la carrera de Dret a la Universitat de València.
Als 19 anys ja era advocat i es va instal·lar a Vila-real, formant part del bufet del jurisconsult i antic governador Josep Mas i Salvador. Amb 22 anys va començar a exercir independentment a Vila-real, fins que, als 25 anys, va tornar a Castelló, on va tenir un dels bufets més prestigiosos, i va aconseguir adquirir una gran posició econòmica. Fou jutge municipal de Castelló, va exercir durant molts anys al Jutjat de primera instància, va actuar moltes vegades de magistrat suplent i en l'etapa final de la seua vida va ser degà del Col·legi d'Advocats de Castelló.
Manuel Bellido participà en la política local, va ser triat regidor de Castelló en dues ocasions, i a causa de les seves campanyes al consistori, hi va haver moments en què van arribar a les mans ell i el cap dels republicans Fernando Gasset Lacasaña.
En la seua vida politicosocial, tota la tasca de Manuel Bellido va girar entorn del catolicisme i el tradicionalisme. Va ser gran amic de Marcelino Menéndez Pelayo, amb qui va participar en nombrosos actes catòlics. Fou cap provincial de la Comunió Tradicionalista amb Carles VII i Jaume III. Després de la divisió que va produir la separació del jaumisme de Juan Vázquez de Mella el 1919, Bellido va procurar reunir les forces catòlico-monàrquiques disperses i va aconseguir establir una organització conjunta per a la política provincial.
Va fundar i va dirigir el periòdic El Pueblo Español , i va col·laborar en molts altres, entre ells, El Correo Español, La Plana Católica, El Maestrazgo, La Cruz i Diario de Valencia.
Manuel Bellido, que tenia una devoció molt especial al Sagrat Cor de Jesús, va ser qui va iniciar a Castelló la col·locació a les façanes de les cases d'esta sagrada imatge, i quan una multitud violenta va arrencar la placa de casa seua, Bellido, empunyant un revòlver, s'enfrontà tot sol a ells, aconseguint recuperar-la, i amb una escala de mà la va tornar a col·locar.
El papa Lleó XIII va premiar les seves campanyes a favor dels principis catòlics amb la condecoració "Pro Ecclesia et Pontífice".
El seu enterrament a Castelló va resultar una imponent manifestació de dol. Després del clergat, amb creu alçada, anava el fèretre, conduït a braços, i del qual penjaven cintes que eren portades pels diputats provincials Manuel Mingarro i Miquel Llansola i els regidors Fabregot i Calduch Gonzalbo. N'ocupà la presidència l'alcalde Pitarch, el president de l'Audiència Eusebi Font, el degà del Col·legi d'Advocats i president de la Diputació Fernando Gasset, el diputat a Corts Jaime Chicharro i moltes altres personalitats.